# بولشینی
بولشینی (به چکی: Bolešiny) یک منطقهٔ مسکونی در جمهوری چک است که در ناحیه کلاتووی واقع شده‌است. بولشینی ۱۵٫۶۵ کیلومتر مربع مساحت و ۷۶۷ نفر جمعیت دارد و ۴۲۲ متر بالاتر از سطح دریا واقع شده‌است.